# کونستانتیا (حوزه سرشماری)، نیویورک
کونستانتیا (به انگلیسی: Constantia) یک منطقهٔ مسکونی در ایالات متحده آمریکا است که در شهرستان آزویگو، نیویورک واقع شده‌است. کونستانتیا ۵٫۵ کیلومتر مربع مساحت و ۱٬۱۸۲ نفر جمعیت دارد و ۱۱۷ متر بالاتر از سطح دریا واقع شده‌است.